# Zygolophodon tapiroides
Zygolophodon tapiroides fue una especie de mastodonte que vivió en el centro y sur Europa y el centro de Asia durante el Plioceno aproximadamente desde hace unos 4 millones de años y se extinguió hace unos 3 millones de años.
- Datos: Q9097975